# دينت دي ليس
دينت دي ليس (بالإنجليزية: Dent de Lys)‏ هو أحد جبال سلسلة جبال الألب البرنية ويقع في كانتون فريبورغ في سويسرا. يحتل المرتبة رقم 381 في قائمة جبال سويسرا من حيث الارتفاع، إذ يبلغ ارتفاعه حوالي 2014 متر، بينما يبلغ ارتفاع نتوء الجبل 505 متر.